# Gnadochaeta sierricola
Gnadochaeta sierricola är en tvåvingeart som först beskrevs av Townsend 1917.  Gnadochaeta sierricola ingår i släktet Gnadochaeta och familjen parasitflugor. Inga underarter finns listade i Catalogue of Life.